# Aaron ben Jacob ha-Cohen
Aaron ben Jacob ha-Kohen fue un rabino provenzal, miembro de una familia de eruditos que vivía en Narbona, Francia y que padeció la expulsión de los judíos de Francia en 1306.
Emigró a Mallorca y, allí, algún tiempo antes de 1327, compuso una obra ritual de gran mérito que lleva por título Orchot Hayyim (Los Caminos de la Vida). La primera parte trata principalmente de las leyes relativas a las oraciones diarias, el sabbat y las festividades, que se publicó en 1752 en Florencia. La obra es una compilación de leyes y discusiones talmúdicas, más que un sistema original, y fue concebida sobre un plan similar al gran código de Jacob ben Asher, el Arba'ah Turim, que apareció poco después y lo reemplazó como guía ritual debido a su carácter más práctico. El Orjot Hayyim, sin embargo, contiene algunos capítulos éticos y doctrinales que no se encuentran en el Arba'ah Turim. Aaron ha-Kohen era especialmente aficionado a la tradición mística y a las discusiones rabínicas. Algunos consideran que una obra diferente, el Kol Bo, es un compendio de Orjot Hayyim (escrito por otro autor o por el propio Aaron ben Jacob); según otros, Kol Bo es un primer borrador de Orjot Hayyim.